# Centro esperantista romano
Il Centro esperantista romano "Luigi Minnaja" (CER; in esperanto REG - Roma Esperanto-Grupo "Luigi Minnaja") è un gruppo esperantista con sede a Roma, in via Santa Dorotea, nel quartiere di Trastevere, dove è ospitata una piccola biblioteca di opere in esperanto.
Attuale presidente del gruppo è Giorgio Denti; segretaria e cassiera è Debora Rossetti, redattore del sito è Paolo Scotti.

## Storia
Il movimento esperantista attecchì a Roma nel 1902 grazie all'opera di Luigi Giambene, esponente della Curia pontificia e docente di lingua ebraica presso l'Università Urbaniana. Luigi Giambene riunì i primi simpatizzanti e con loro, il 14 dicembre 1905, fondò la Società esperantista romana "Imperiosa Civitas" (S.E.R.; in esperanto R.E.S. - Roma Esperanto Societo "Imperiosa Civitas"'), primo presidente fu Francesco Barberi.
Nel 1907 nacque il giornale Roma E-isto ("L'Esperantista Romano"), che nell'anno successivo diede alle stampe il primo elenco degli esperantisti italiani.
Nei suoi primi anni di vita, grazie al prestigio di Giambene presso la Curia e al suo rapporto personale con papa Pio X, il Gruppo esperantista romano fu spesso ricevuto in udienza dal pontefice.
A partire dal 1925 il gruppo elesse come sede per le proprie riunioni il Caffè Greco di via Condotti, che sarebbe utilizzato come punto di incontro fino al 1942. Qui ebbe inizio la frequentazione da parte di Luigi Minnaja, allievo di Bruno Migliorini, figura chiave della storia dell'esperanto in Italia nel XX secolo grazie alle sue numerose traduzioni in esperanto di classici della letteratura italiana e alle trasmissioni in esperanto di Radio Roma, iniziate nel 1935 e riprese nel 1950 (dopo la seconda guerra mondiale).
Nel 2005 è stato celebrato il centenario del Gruppo in Campidoglio, presso la sala della Protomoteca. Ha partecipato, tra gli altri, Tullio De Mauro, massimo esperto di linguistica italiana, con una dotta conferenza sulla vita di Bruno Migliorini, già presidente dell'Accademia della Crusca, linguista ed esperantista.